# Фехтовальщик (фильм, 2015)
«Фехтова́льщик» (фин. Miekkailija, эст. Vehkleja) — фильм финского кинорежиссёра Клауса Хярё об эстонском фехтовальщике Энделе Нелисе. Совместное производство Финляндии, Эстонии и Германии.
В 2015 году фильм был номинировал на премию «Золотой глобус» как лучший фильм на иностранном языке. Кроме того, «Фехтовальщик» был включён в предварительный список иностранных фильмов, претендующих на премию «Оскар», но в финальную номинацию не прошёл. В 2016 году фильм удостоен финской национальной кинопремии «Юсси» как лучший фильм 2015 года.

## Сюжет
Место действия фильма — послевоенная Эстония, присоединённая к Советскому Союзу. Главный герой Эндель Нелис воевал на стороне фашистской Германии, а в конце войны дезертировал и сменил фамилию. Им интересуются специальные службы КГБ, в связи с чем он прячется в маленьком городке на периферии СССР (Хаапсалу). В этом городке детям, почти поголовно оставшимся без отцов (погибших на войне), он преподает фехтование.
Дети хотят поехать на чемпионат по фехтованию для юниоров в Ленинград, и Эндель Нелис встаёт перед выбором: везти учеников в Советскую Россию и рискнуть своей свободой или разочаровать их и остаться в безопасности.

## Историческая достоверность
Фильм частично основан на биографии эстонского фехтовальщика и тренера Энделя Нелиса. Отличие от реальной биографии состоит в том числе в том, что нет оснований утверждать, что Нелис преследовался со стороны КГБ. Тем не менее, по словам режиссёра Клауса Хярё, настоящий Нелис также имел определённые проблемы с советской властью.
Режиссёр фильма и ряд критиков отмечали, что фехтование в фильме — своего рода метафора эстонско-российских отношений в послевоенный период.

## В ролях
| Актёр            | Роль                      |
| ---------------- | ------------------------- |
| Мярт Аванди      | фехтовальщик Эндель Нелис |
| Урсула Ратасепп  | невеста Энделя Кадри      |
| Кирилл Кяро      | друг Энделя Алексей       |
| Лийса Коппель    | ученица Марта             |
| Йоонас Кофф      | ученик Яан                |
| Лембит Ульфсак   | дед Яана                  |
| Хендрик Тоомпере | директор школы            |
| Яак Принтс       | помощник директора школы  |
| Мария Кленская   | учительница               |
| Мария Авдюшко    |                           |
| Каарле Ахо       |                           |